# Mikoyan-Gurevich MiG-105
O Mikoyan-Gurevich MiG-105 parte do programa conhecido como Spiral foi um veículo de teste tripulado para testar o manuseio e aterrissagem em baixa velocidade. Foi um resultado visível de um projeto soviético para criar um veículo orbital. Ele foi originalmente concebido em resposta ao estadunidense Boeing X-20 Dyna-Soar.
Ele foi projetado para realizar missões de reconhecimento fotográfico, reconhecimento por radar, interceptação e ataque orbital espaço-terra através mísseis disparados a partir do espaço em uma órbita baixa.

## Desenvolvimento
O programa também era conhecido como EPOS (acrônimo em russo para Aeronave de Passageiro Orbital Experimental). Os trabalhos sobre este projeto teve início em 1965, dois anos depois do cancelamento do Dyna-Soar. O projeto foi interrompido em 1969, a ser brevemente ressuscitado em 1974 em resposta ao programa de construção dos ônibus espaciais. O veículo de ensaio fez o seu primeiro teste de voo livre subsônico em 1976, decolando por se próprio a partir de uma pista de pouso, perto de Moscou. Ele foi pilotado por Aviard G. Fastovets para o centro de testes de voo Zhukovskii, a uma distância de 19 milhas. Os testes de voo, totalizando oito no total, continuaram esporadicamente até 1978. Este projeto de avião espacial foi cancelado quando a decisão foi tomada para não prosseguir com o projeto Buran. O próprio veículo de teste MiG ainda existe e está atualmente em exibição no Museu da Força Aérea Monino na Rússia.
Gleb Lozino-Lozinskiy era o líder de desenvolvimento do programa Spiral.

## Pilotos
Um grupo de cosmonautas foram treinados e designados para pilotar este veículo foi formado no início dos anos 1960. Ele passou por muitas mudanças e acabou por ser dissolvido completamente. Os membros conhecidos incluem:
- Gherman Titov, o segundo homem a orbitar a Terra (ver Vostok 2).
- Vasili Lazarev, cosmonauta que mais tarde iria voar na primeira missão Soyuz 7K-T (ver Soyuz 12)
- Aviard Fastovets, que pilotou o veículo durante a maioria dos seus testes atmosféricos.